# Boissets
Pour les articles homonymes, voir Boisset.
Boissets est une commune française située dans le département des Yvelines en région Île-de-France.

## Géographie

### Situation
La commune de Boissets se trouve dans l'ouest des Yvelines, à la limite de l'Eure-et-Loir, à vingt kilomètres environ au sud-ouest de Mantes-la-Jolie et à neuf kilomètres au nord de Houdan, le chef-lieu de canton.
Le territoire communal, relativement restreint, s'étend sur la région naturelle et agricole du Drouais à environ 130 mètres d'altitude en légère pente vers le nord. Le territoire est essentiellement rural (à près de 90 %) et peu boisé (10 % environ).
L'habitat est groupé dans le bourg qui se trouve excentré à la limite même du département. La rue principale suit en partie cette limite.

### Hydrographie
Elle est irriguée par la Vaucouleurs, petite rivière affluent de la Seine qui prend naissance près de l'église du village et s'écoule vers le nord.

### Communes voisines
Elle  est limitrophe de Civry-la-Forêt à l'est, de Gressey au sud-est, de Saint-Lubin-de-la-Haye au sud, de Berchères-sur-Vesgre au sud-ouest (ces deux dernières communes appartiennent à l'Eure-et-Loir) et de Tilly au nord.

### Transports et voies de communications

#### Réseau routier
Boissets est desservie par la route départementale 115, nord-sud, qui relie Longnes à Dannemarie en suivant la limite ouest des Yvelines et par la route départementale 166 qui suit une orientation est-ouest.

#### Desserte ferroviaire
La gare la plus proche est celle d'Houdan. Desservie par la ligne Paris - Dreux du Transilien.

#### Bus
La commune est desservie par la ligne 9 du réseau de bus Centre et Sud Yvelines.

### Climat
Pour des articles plus généraux, voir Climat de l'Île-de-France et Climat des Yvelines.
En 2010, le climat de la commune est de type climat océanique dégradé des plaines du Centre et du Nord, selon une étude du CNRS s'appuyant sur une série de données couvrant la période 1971-2000. En 2020, Météo-France publie une typologie des climats de la France métropolitaine dans laquelle la commune est exposée à un climat océanique et est dans la région climatique Sud-ouest du bassin Parisien, caractérisée par une faible pluviométrie, notamment au printemps (120 à 150 mm) et un hiver froid (3,5 °C).
Pour la période 1971-2000, la température annuelle moyenne est de 10,5 °C, avec une amplitude thermique annuelle de 14,5 °C. Le cumul annuel moyen de précipitations est de 646 mm, avec 10,4 jours de précipitations en janvier et 8 jours en juillet. Pour la période 1991-2020, la température moyenne annuelle observée sur la station météorologique la plus proche, située sur la commune de Bû à 10 km à vol d'oiseau, est de 11,4 °C et le cumul annuel moyen de précipitations est de 633,2 mm,. Pour l'avenir, les paramètres climatiques de la commune estimés pour 2050 selon différents scénarios d'émission de gaz à effet de serre sont consultables sur un site dédié publié par Météo-France en novembre 2022.

## Urbanisme

### Typologie
Au 1er janvier 2024, Boissets est catégorisée commune rurale à habitat dispersé, selon la nouvelle grille communale de densité à sept niveaux définie par l'Insee en 2022.
Elle est située hors unité urbaine. Par ailleurs la commune fait partie de l'aire d'attraction de Paris, dont elle est une commune de la couronne,. Cette aire regroupe 1 929 communes,.

### Occupation des solssimplifiée
Le territoire de la commune se compose en 2017 de 88,84 % d'espaces agricoles, forestiers et naturels, 5,46 % d'espaces ouverts artificialisés et 5,7 % d'espaces construits artificialisés.

## Toponymie
Le nom de la localité est attesté sous les formes Sanctus-Hylarius-les-Chanz au XIIIe siècle, Boissellum au XVe siècle.
L’origine de Boissets viendrait du latin « buxus » - bouis, buis - qui désigne à la fois l’arbuste toujours vert et sous des formes dérivées comme « buxea » - boisse, buisse - et « buxio » (buisson), « petit ensemble de buis », des espèces végétales touffues et de petites tailles, « Le petit bois ».

## Histoire
Boissets fut occupée en 1590 par l'armée du chef de la Ligue, le duc de Mayenne, qui se préparait à la bataille d'Ivry, et souffrit de pillages.
Jusqu'à la Seconde Guerre mondiale, l'oratoire de Saint-Odon était l'objet d'un pèlerinage populaire. Ce saint était invoqué en cas de sécheresse pour provoquer la pluie.
La commune est rattachée au canton de Houdan en 1802.

## Politique et administration

### Liste des maires
| Période                                  | Période  | Identité         | Étiquette | Qualité |
| ---------------------------------------- | -------- | ---------------- | --------- | ------- |
| Les données manquantes sont à compléter. |          |                  |           |         |
| mars 1995                                | 2008     | Michel Sauvain   |           |         |
| mars 2008                                | 2020     | Jacques Cheix    |           |         |
| 2020                                     | En cours | Thierry Maillier |           |         |

### Instances administratives et judiciaires
La commune de Boissets appartient au canton de Bonnières-sur-Seine et est rattachée à la communauté de communes du pays Houdanais.
Sur le plan électoral, la commune est rattachée à la neuvième circonscription des Yvelines, circonscription à dominante rurale du nord-ouest des Yvelines.
Sur le plan judiciaire, Boissets fait partie de la juridiction d’instance de Mantes-la-Jolie et, comme toutes les communes des Yvelines, dépend du tribunal de grande instance ainsi que de tribunal de commerce sis à Versailles,.

## Population et société

### Démographie

#### Évolution démographique
L'évolution du nombre d'habitants est connue à travers les recensements de la population effectués dans la commune depuis 1793. Pour les communes de moins de 10 000 habitants, une enquête de recensement portant sur toute la population est réalisée tous les cinq ans, les populations de référence des années intermédiaires étant quant à elles estimées par interpolation ou extrapolation. Pour la commune, le premier recensement exhaustif entrant dans le cadre du nouveau dispositif a été réalisé en 2008.

En 2022, la commune comptait 291 habitants, en évolution de +12,79 % par rapport à 2016 (Yvelines : +2,72 %, France hors Mayotte : +2,11 %).
| 1793 | 1800 | 1806 | 1821 | 1831 | 1836 | 1841 | 1846 | 1851 |
| ---- | ---- | ---- | ---- | ---- | ---- | ---- | ---- | ---- |
| 331  | 218  | 269  | 280  | 278  | 268  | 268  | 289  | 284  |

| 1856 | 1861 | 1866 | 1872 | 1876 | 1881 | 1886 | 1891 | 1896 |
| ---- | ---- | ---- | ---- | ---- | ---- | ---- | ---- | ---- |
| 285  | 276  | 256  | 234  | 232  | 192  | 200  | 227  | 251  |

| 1901 | 1906 | 1911 | 1921 | 1926 | 1931 | 1936 | 1946 | 1954 |
| ---- | ---- | ---- | ---- | ---- | ---- | ---- | ---- | ---- |
| 260  | 232  | 246  | 200  | 191  | 188  | 151  | 146  | 172  |

| 1962 | 1968 | 1975 | 1982 | 1990 | 1999 | 2006 | 2008 | 2013 |
| ---- | ---- | ---- | ---- | ---- | ---- | ---- | ---- | ---- |
| 156  | 156  | 179  | 239  | 238  | 215  | 259  | 271  | 256  |

| 2018 | 2022 | - | - | - | - | - | - | - |
| ---- | ---- | - | - | - | - | - | - | - |
| 275  | 291  | - | - | - | - | - | - | - |

#### Pyramide des âges
En 2018, le taux de personnes d'un âge inférieur à 30 ans s'élève à 36,0 %, soit en dessous de la moyenne départementale (38,0 %). À l'inverse, le taux de personnes d'âge supérieur à 60 ans est de 24,8 % la même année, alors qu'il est de 21,7 % au niveau départemental.
En 2018, la commune comptait 134 hommes pour 141 femmes, soit un taux de 51,27 % de femmes, légèrement inférieur au taux départemental (51,32 %).
Les pyramides des âges de la commune et du département s'établissent comme suit.
| Hommes | Classe d’âge | Femmes |
| ------ | ------------ | ------ |
| 0,0    | 90 ou +      | 1,4    |
| 9,0    | 75-89 ans    | 8,5    |
| 12,7   | 60-74 ans    | 17,7   |
| 20,1   | 45-59 ans    | 19,1   |
| 23,1   | 30-44 ans    | 16,3   |
| 16,4   | 15-29 ans    | 18,4   |
| 18,7   | 0-14 ans     | 18,4   |

| Hommes | Classe d’âge | Femmes |
| ------ | ------------ | ------ |
| 0,6    | 90 ou +      | 1,4    |
| 6      | 75-89 ans    | 7,8    |
| 13,5   | 60-74 ans    | 14,8   |
| 20,7   | 45-59 ans    | 20,1   |
| 19,6   | 30-44 ans    | 19,9   |
| 18,5   | 15-29 ans    | 16,8   |
| 21,2   | 0-14 ans     | 19,2   |

## Économie
- Agriculture.
- Élevage.
- Gîte communal : la mairie s'est rendue propriétaire d'une demeure en ruines à proximité de l'église Saint-Hilaire et l'a restaurée de façon à la transformer en un gîte rural de trois chambres, labellisé Gîtes de France[27], et qui a reçu quatre épis pour sa classification[28].

## Culture locale et patrimoine

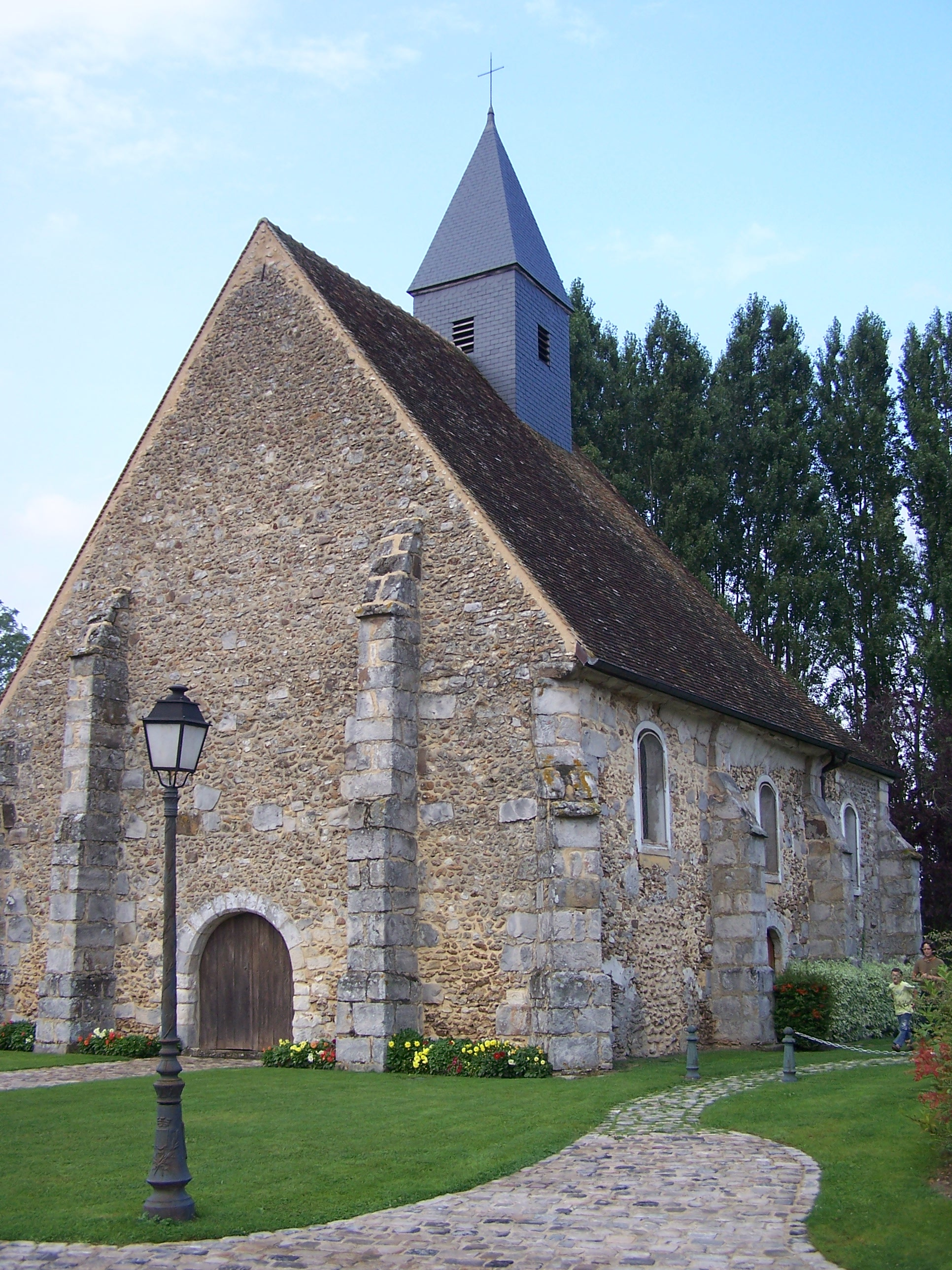
L'église Saint-Hilaire.

### Lieux et monuments
- Église Saint-Hilaire : édifice en pierre du XVe siècle, restauré en 1979 et 1999 inscrite MH[29].
- Oratoire de Saint-Odon : situé près du chevet de l'église, cet oratoire est construit sur la source de la Vaucouleurs. Il est consacré à saint Odon, second abbé de Cluny.
- Lavoir du XIXe siècle.
- Parc du Douaire.

### Les sources de la Vaucouleurs

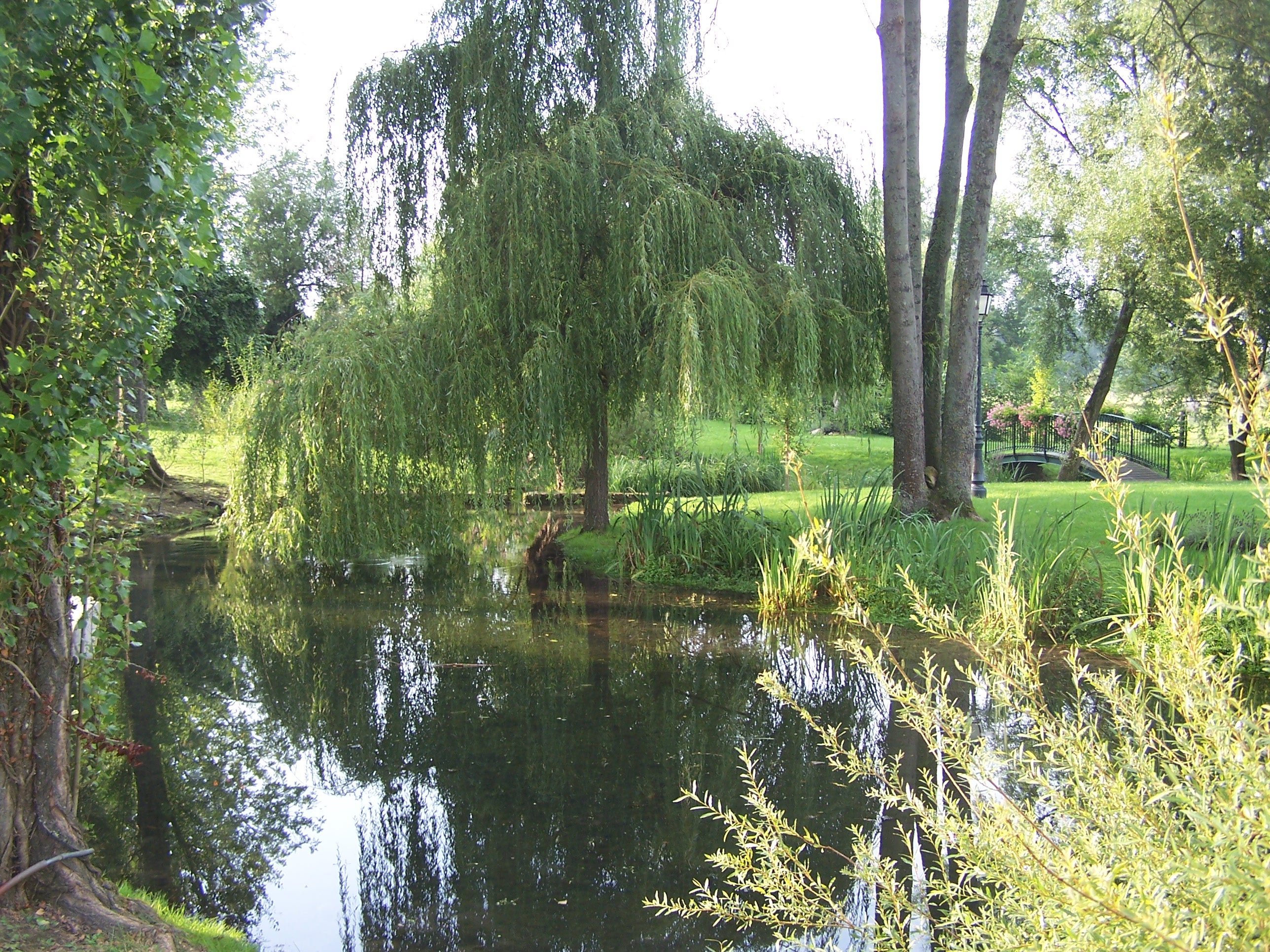
Les sources de la Vaucouleurs.

Juste derrière l'église Saint-Hilaire, se trouvent les sources de la Vaucouleurs. Le site a été aménagé : à une extrémité, l'oratoire de Saint-Odon, à l'autre, un petit barrage-déversoir créant, devant l'oratoire, un petit lac de retenue dans lequel sourdent les sources et où poussent des herbes aquatiques, deux petits ponts enjambant les bras de la rivière naissante, l'ensemble arboré de forsythias, de saules et de peupliers. À proximité immédiate, sur le mur extérieur du gîte, est exposée une fresque qui représente les villages et les églises situés sur le parcours de la Vaucouleurs, de Boissets à Mantes-la-Ville ; elle a été réalisée par le club de céramique du foyer rural de Boissets pour l'inauguration de l’aménagement de la source de la Vaucouleurs.

### Héraldique
| Blason de Boissets | Blason  | De sinople à un épi de blé tigé et feuillé d'or, adextré d'une tête de cheval d'argent et senestré d'un protomé de cerf contournée du même ; au chef d'argent chargé d'un arbre accosté de deux autres plus petits et accompagné de deux autres encore plus petits aux cantons du chef, le tout de sinople, soutenu d'une divise ondée d'azur chargée d'un filet ondé en fasce d'argent. |
| Blason de Boissets | Détails | Le statut officiel du blason reste à déterminer. |